# Christian Müller (voetballer)
Christian Müller (28 februari 1984) is een Duitse voetballer die momenteel bij DSC Arminia Bielefeld onder contract staat.

## Carrière
Christian Müller begon zijn carrière bij Tasmania Gropiusstadt, de toenmalige naam van de Berlijnse voetbalclub SV Tasmania Berlin en speelde later voor de A-jeugd van Hertha BSC. Later speelde hij ook voor de eerste ploeg van de Berlijnse club in de Bundesliga, waar hij 2 doelpunten maakte. In 2004 liep hij een zware kuit- en scheenbeenbreuk op in een wedstrijd van de U21 van Duitse nationale ploeg tegen Polen waardoor hij meer dan twee jaar niet kon spelen, totdat hij in februari 2007 weer op het hoogste niveau kon aantreden.
In 2008 wisselde hij naar de toenmalige Bundesligaclub FC Energie Cottbus, maar zijn contract werd na de degradatie van de club naar de 2. Bundesliga niet verlengd. Hij ruilde Cottbus toen voor tweedeklasser TuS Koblenz waar hij een contract voor twee jaar kreeg, maar al na een jaar moest hij de club verlaten omdat Koblenz naar de 3. Liga degradeerde en kon hij daardoor geen tweede jaar kon blijven.
In het seizoen 2010/2011 speelde Christian Müller voor een eerste seizoen bij tweedeklasser Arminia Bielefeld, maar dat seizoen bleek uiteindelijk een herhaling van het vorige. Bielefeld zakte naar derde klasse en hij moest daardoor andere oorden opzoeken. Hij keerde voor het seizoen 2011/2012 naar zijn oude club Energie Cottbus terug, maar het contract werd met wederzijds goedvinden aan het einde van het seizoen ontbonden. Hij keerde daarop naar Bielefeld terug en ondertekende er een contract voor twee jaar. In dat seizoen, 2012/2013, keerde Bielefeld terug naar de 2. Bundesliga en won de Westfalenpokal, maar in 2014 was het intermezzo in de tweede klasse alweer voorbij aangezien Bielefeld in een dramatische play-off tegen SV Darmstadt 98 net naast het behoud in tweede klasse greep. Müller verlengde ondanks de degradatie zijn contract tot 2016. Het seizoen 2014/15 werd een nieuw succesjaar voor Arminia Bielefeld: de club promoveerde opnieuw en Müller scoorde op de laatste speeldag de beslissende 0:1 tegen SG Sonnenhof Großaspach. Bielefeld werd zo naast promovendus ook kampioen in de 3. Liga. In dat seizoen scoorde hij ook tien keer, wat een persoonlijk record is.

## Successen
- Westfalenpokal 2013
- Promotie naar de 2. Bundesliga:2013,2015
- Kampioen in de 3. Liga: 2015